# Île des dominicains
L’île des dominicains ou l’île de Constance est une île dans le lac de Constance, appartenant au territoire de Constance, en Allemagne. Avec une superficie de 1,8 hectare, c'est l'une des plus petites îles du lac de Constance. L'île est séparée de la vieille ville par les douves, qui ne mesurent que six mètres de large, et reliée à celle-ci par un pont. Il est dominé par un hôtel, installé dans un ancien couvent dominicain.

## Géographie
L'île des dominicains mesure 246 mètres de long du nord au sud et jusqu'à 100 m de large.
À l'ouest, les douves de 210 m de long mais de seulement 6 m de large séparent l'île de la vieille ville de la Niederburg. Les douves peu profondes de la ville, sur lesquelles passe un pont, étaient autrefois beaucoup plus larges et furent partiellement comblées pour la construction de la ligne de chemin de fer. L'île est à peine reconnaissable en tant que telle, puisque l'étroit fossé de la ville n'est visible que pour les promeneurs qui se promènent sur le Susosteig au bord du lac de la vieille ville. La gare de Constance et le port au même niveau sont à 600 m au sud du pont. Le chemin passe devant le parc municipal.
Au sud se trouve la mare aux cygnes entre l'île et le parc municipal, créée en 1880. Même après le remblayage de la zone du parc municipal, la mare aux cygnes n'est pas un étang fermé, mais se fond dans les douves au nord-ouest et est reliée au lac de Constance ouvert via un goulot d'étranglement de 15 m de large au sud-est (entre l'île et le parc municipal). Cette connexion s'assèche à marée basse. La mare aux cygnes mesure près de 90 m de long et jusqu'à 30 m de large, elle occupe une superficie d'environ 1 800 m2.
La pointe nord de l'île se trouve à 30 m du vieux pont du Rhin, là où le Seerhein quitte l'Obersee en direction de l'Untersee. Au nord du bâtiment principal se trouve la salle capitulaire, qui servit de logement au personnel de l'hôtel pendant des décennies. Le parking de l'hôtel se trouve entre les deux bâtiments. Au nord et à l'est de celui-ci se trouvent les deux chaufferies construites pour l'hôtel dans les années 1960 et 1970.
À l'est se trouve le lac de Constance ouvert (entonnoir de Constance). La terrasse au bord du lac du restaurant de l'hôtel se trouve ici, ainsi que le propre lido de l'hôtel avec un espace de bronzage au sud. Il y a un pavillon à la pointe sud.
La tombe de Manuel Chrysoloras, qui y meurt pendant le Concile de Constance, se situe dans le bâtiment central de l'hôtel.
L'île appartient au quartier de la vieille ville de Constance. Au 31 décembre 2008, on compte 21 personnes ayant leur résidence principale sur l'île des dominicains.

## Histoire
Au sud-ouest du lac de Constance et dans la région de l'actuelle ville de Constance, des vestiges de villages néolithiques furent découverts à une certaine distance du rivage. On trouva des fragments de bois et des constructions entières d'une cité lacustre et le Ve et le IIIe millénaire av. J.-C.. D'autres établissements côtiers de la baie de Constance, également des habitations sur pilotis, sont datés du début de l'âge de pierre vers 2200 à 1800 av. J.-C.
À la fin du IIe siècle av. J.-C.,  les Celtes vivent dans des colonies de pêcheurs dans l'île et aux alentours.
La domination romaine dans la région autour du lac de Constance commence vers 15 av. J.-C. avec le déplacement des frontières impériales vers le Rhin sous l'empereur Auguste. Un oppidum celtique était auparavant situé dans la zone urbaine. Au Ier siècle, une fortification romaine est construite sur la zone de la colline de la cathédrale. La zone au sud du lac de Constance appartient alors à la province de Raetia jusqu'à la fin de la domination romaine vers l'an 400.
On sait peu de choses sur le haut Moyen Âge. Selon la légende, l'île aurait abrité un château mérovingien. En 780, Charlemagne fut invité sur l'île lors de son passage. En 1100, l'évêque Gebhard de Zähringen s'y réfugie pendant la querelle des Investitures.
Selon diverses sources, l'île fut cédée aux dominicains en 1220 et assignée en 1234 par un décret du prince-évêque de Constance, Henri de Tanne, comme lieu d'établissement d'un monastère, qui est finalement fondé en 1236. La salle capitulaire à 25 m au nord du bâtiment du monastère est construite bien avant la fondation du monastère.
Au début du concile de Constance, du 6 décembre 1414 au 24 mars 1415, Jan Hus est emprisonné dans le cachot du monastère, dans le sous-sol de la tour ronde sur le front de mer oriental à côté du réfectoire dominicain. Pendant le Concile, la délégation de la nation française est logée dans la salle capitulaire.
En 1507, Maximilien Ier organise des fêtes dans le jardin de l'île pendant la Diète de Constance.
De 1528 à 1549, le bâtiment du monastère sert temporairement d'hôpital de la ville de Constance, mais est ensuite rendu aux moines.
En 1633, pendant la guerre de Trente Ans, la flotte suédoise attaque l'île des dominicains.
En 1785, les moines sont expulsés de l'île par l'empereur d'Autriche Joseph II. Le 26 juillet 1785, la dernière messe est dite dans l'église de l'île et le couvent est fermé le lendemain. D'autres abbayes de la région, à l'exception de l'abbaye de Zoffingen, sont également fermés.
Le 30 juin 1785, avant la fermeture du couvent, l'empereur Joseph II donne l'île au manufacturier et banquier genevois Jacques Louis Macaire de L’Or (1740-1824), ainsi que les bâtiments, pour une petite redevance de loyer annuel de 25 florins pour la création d'une usine de teinture d'indiennes à l'indigo. Il est aussi le premier banquier de Constance. Par conséquent, l'île des dominicains est également appelée île de Genève ou île de Macair'sche.
Les fils du fondateur de l'entreprise, David et Kaspar Macaire, achètent l'île le 29 août 1813 pour 6 500 florins. Ils continuent à diriger l'entreprise de leur père sous le nom de Macaires frères. Avec l'invention des colorants à l'aniline, cependant, la rentabilité de l'usine commence à souffrir et après la mort de Moritz Macaire (1815-1867), petit-fils du fondateur de l'entreprise, elle est liquidée par ses héritiers. Avec la mort de Moritz, célibataire, la lignée masculine de la famille Macaire s'est éteinte.
La maison bancaire "Macaire & Compagnie" fondée par Moritz Macaire en 1836 sur l'île dominicaine existe jusqu'en 1921, date à laquelle elle est reprise par la Süddeutsche Discontogesellschaft. À cette époque, Macaire & Co. avait déjà déménagé de l'île des dominicains à la Bahnhofstrasse 1 à Constance.
La dernière étape de l'histoire de l'île, l'hôtellerie, est initiée par Eberhard von Zeppelin. Après une carrière dans la diplomatie, il travaille dans la banque familiale Macaire ; sa mère est Amélie Macaire d'Hogguèr.
D'une part à cause de la baisse de rentabilité de l'usine, d'autre part à cause du tourisme estival (principalement de la haute noblesse européenne) qui  commence avec la construction du chemin de fer (raccordement de Constance en 1863) et de la demande subséquente pour les options d'hébergement, Eberhard ferme le bâtiment de l'usine ou l'ancien monastère dominicain pour le transformer en hôtel. Dès décembre 1874, la salle de bal actuelle, l'ancienne nef, sert de salle de concert. Le Diemer Insel Hotel est officiellement inauguré le 15 avril 1875.
Le peintre Carl von Häberlin fut chargé par la famille von Zeppelin de concevoir le cloître médiéval du bâtiment du monastère avec des peintures murales grand format sur l'histoire de l'île et de remplacer les fresques bibliques existantes. Häberlin travaille du printemps 1878 à 1894, interrompu seulement par les froids mois d'hiver, sur un total de 26 images montrant des motifs de l'histoire de l'île dans l'ordre chronologique, des premières maisons sur pilotis aux premiers clients de l'hôtel. Certaines des images représentent des personnalités historiques telles que Charlemagne, Maximilien Ier et l'empereur Guillaume II visitant Constance.
Les fresques des martyrs sont toujours conservées dans l'ancienne nef. Dans le vestibule, qui était accolé à l'aile ouest du cloître, il y avait une peinture murale d'environ 6 m de long avec une danse macabre. Les vestiges existants furent murés derrière le mur du fond de la salle de réception en 1965 lors de la rénovation de l'hôtel.
Fin 1871, la ville de Constance, à l'initiative du bourgmestre Max Stromeyer, décide de remblayer à grande échelle les terrains à l'est de la voie ferrée. L'objectif est une ligne de rivage continue du port au pont du Rhin. La superficie ainsi acquise est destinée au développement de villas pour les citoyens fortunés. L'île des dominicains doit également disparaître en même temps. Cependant, les propriétaires s'opposent avec succès contre ce projet devant les tribunaux en 1875 et 1876. Le remblaiement laissé de côté l'île des dominicains forme le nouveau rivage interrompu par le « port télécabine » et la « mare aux cygnes ». La zone nouvellement acquise est plantée d'arbres et de prairies et devient un parc populaire.
En 1903, Eberhard von Zeppelin confie la direction de l'hôtel au couple Glaris et Matthys Brunner. En 1907, les Brunner acquièrent la totalité du bloc d'actions de la société par actions hôtelière. Matthys Brunner décède en mars 1933, Rosaly continue à diriger seule l'hôtel jusqu'à ce qu'il devienne le siège administratif de la puissance occupante française en 1945. Le navire Baden forme une jetée spécialement construite jusqu'en 1948 comme casino flottant.
En 1951, la fille de Rosaly reprend l'hôtel avec son mari, M. Voss. M. Voss, ancien directeur de l'hôtel Esplanade à Berlin, dirige l'hôtel jusqu'en 1963. Cependant, les propriétaires n'ont pas l'argent pour les rénovations urgentes à venir. Le bourgmestre Bruno Helmle fait en sorte que le Land de Bade-Wurtemberg achète l'île afin d'assurer l'avenir de l'hôtel. Le Land achète l'île en 1963 et la loue à la Steigenberger Hotelgesellschaft. L'hôtel subit une rénovation complète sur une période de trois ans et rouvre le 6 juin 1966 sous le nom de Steigenberger Inselhotel. En 1992, le Land de Bade-Wurtemberg venu l'île à la Badische Staatsbrauerei Rothaus AG, qui en est toujours propriétaire aujourd'hui.
L'université de Constance commence à fonctionner dans l'aile sud du bâtiment du couvent en 1966, l'année de sa fondation. La partie du bâtiment est temporairement le siège de l'université nouvellement fondée, qui était répartie sur divers bâtiments dans plusieurs parties de la ville jusqu'à ce que le nouveau bâtiment sur le Giesberg soit mis en service. Aujourd'hui encore, l'hôtel sert encore régulièrement pour des conférences de l'université de Constance, ainsi que pour le Colloque européen de Constance.

## Source, notes et références
- (de) Cet article est partiellement ou en totalité issu de l’article de Wikipédia en allemand intitulé « Dominikanerinsel » (voir la liste des auteurs).

1. ↑  Clémence Revest, Romam veni : Humanisme et papauté à la fin du Grand Schisme, Champ Vallon, 2021, 424 p. (ISBN 9791026709640, lire en ligne)
2. ↑  Henri Pirenne, La fin du Moyen Âge, vol. 2, Nouveau Monde Editions, 2013, 581 p. (ISBN 9782365832113, lire en ligne)